# بيتر فرانكنفيلد
بيتر فرانكنفيلد (ولد باسم «ويلي يوليوس أوجست فرانكنفيلدت» في 31 مايو 1913 في برلين - 4 يناير 1979 في هامبورج ) كان ممثلًا كوميديًا وشخصية إذاعية وتلفزيونية ألمانية.
بعد الحرب العالمية الثانية أصبح مترجمًا مع الحكومة العسكرية الأمريكية. في عام 1948 اتجه إلى البث. كان رائدًا في تقديم برامج المسابقات على الراديو والتلفزيون في ألمانيا الغربية، فأصبح بذلك مقدم البرامج والفنان الترفيهي الأكثر شهرة في البلاد. اشتهر ببعض الاسكتشات الكلاسيكية مثل "Der Überzieher" المترجم (حول رجل يقع في مشكلة في مطعم لأنه يجب عليه حراسة معطفه باستمرار)، و"Die Bürgschaft" (محاولته الفاشلة لتلاوة قصيدة شيلر " الرهينة ")، أو "Die Wetterkarte" مخطط الطقش، حيث يتحدث بمجموعة واسعة من اللهجات الألمانية).
في عام 1962، اكتشف هو والمخرج هاينز دونكهاس المسرحية الكوميدية عشاء لشخص واحد في بلاكبول والتي بُثت في عرض حي لفرانكنفيلد بعد ذلك بفترة وجيزة، وسُجلت في 8 يوليو 1963. أعيد عرض العرض من حين لآخر على التلفزيون الألماني حتى حصل على مكان ثابت في ليلة رأس السنة الجديدة في عام 1972.
كان متزوجًا من المغنية لوني كيلنر.

## روابط خارجية
- بيتر فرانكنفيلد[وصلة مكسورة] في المكتبة الوطنية الألمانية
- بيتر فرانكنفيلد في قاعدة بيانات الأفلام على الإنترنت
- بيتر فرانكنفيلد